# 愛と革命の詩 -アンドレア・シェニエ-
Musical『愛と革命の詩 -アンドレア・シェニエ- 〜オペラ「アンドレア・シェニエ」より〜』（あいとかくめいのうた アンドレア・シェニエ）は、宝塚歌劇団のミュージカル作品。14場。花組公演。
脚本・演出は植田景子。
併演作品は『Mr. Swing!』。

## 公演期間と公演場所
- 2013年8月16日 - 9月23日[1]（新人公演：9月3日[2]）　宝塚大劇場
- 2013年10月11日 - 11月17日[1]（新人公演：10月24日[2]）　東京宝塚劇場

## スタッフ
宝塚大劇場公演
- 作曲・編曲：吉田優子[3]
- 作曲：甲斐正人[3]
- 音楽指揮：佐々田愛一郎[3]
- 振付[3]：御織ゆみ乃、大石裕香（ハンブルク・バレエ団）
- 装置：松井るみ[3]
- 衣装：有村淳[3]
- 照明：勝柴次朗[4]
- 音響：大坪正仁[4]
- 小道具：市川ふみ[4]
- 歌唱指導：楊淑美[4]
- 演出助手：野口幸作[4]
- 舞台進行：表原渉[4]
- 制作：斎藤正央[4]

## 主な配役
「（）」の人物は新人公演・配役。
- アンドレア・シェニエ：蘭寿とむ（芹香斗亜）[5]
- マッダレーナ・ド・コワニー：蘭乃はな（朝月希和）[5]
- カルロ・ジェラール：明日海りお（柚香光）[5]

- 老ジェラール：高翔みず希（舞月なぎさ）[5]
- アルフォンス・ルーシェ：悠真倫（航琉ひびき）[5]
- ベルシ：桜一花（仙名彩世）[5]
- マリー=ジョゼフ・シェニエ：華形ひかる（優波慧）[5]
- デュマ：紫峰七海（航琉ひびき）[5]
- コワニー伯爵夫人：※花野じゅりあ（桜咲彩花）[5]
- ジュール・モラン：春風弥里（水美舞斗）[5]
- エルネスト：夕霧らい（冴華りおな）[5]
- アリーヌ・ヴァラン：華耀きらり（乙羽映見）[5]
- フーキエ・タンヴィル：月央和沙（冴華りおな）[5]
- フランソワ・ド・パンジュ侯爵：望海風斗（大河凜）[5]
- 大道芸人のオルガン弾き：彩城レア（峰果とわ）[5]
- アンリ・ド・ラトゥーシュ：彩城レア（紅羽真希）[5]
- マリー・クロワシー：梅咲衣舞（菜那くらら）[5]
- アベル・ド・フォンダ：瀬戸かずや（真輝いづみ）[5]
- Angel White（白い天使）：冴月瑠那（七輝かおる）[5]
- ファビアン：鳳真由（蘭舞ゆう）[5]
- ジャン：天真みちる（羽立光来）[5]
- シャルル=ルイ・トリュデーヌ・ド・モンティニー：芹香斗亜（和海しょう）[5]
- 監獄の看守：真輝いづみ（飛龍つかさ）[5]
- 若きヴィクトル・ユゴー：真輝いづみ（澄月菜音）[5]
- メルヴェル・ラコット：大河凜（美蘭レンナ）[5]
- ピエール：航琉ひびき（澄月菜音）[5]
- サント=ブーヴ：航琉ひびき（千幸あき）[5]
- ルル：仙名彩世（華雅りりか）[5]
- ペペ：和海しょう（美花梨乃）[5]
- マリアンヌ・ド・トリュデーヌ：華雅りりか（春妃うらら）[5]
- ダグー：羽立光来（紅羽真希）[5]
- モーリス・クリヨン：水美舞斗（飛龍つかさ）[5]
- Angel Black（黒い天使）：柚香光（矢吹世奈）[5]
- シャルル=ミシェル・ド・ラ・サブリエール：優波慧（綺城ひか理）[5]
- イデア・ド・レグリエ：乙羽映見（更紗那知）[5]
- ユディット：朝月希和（真彩希帆）[5]
- ルジェ：飛龍つかさ（碧宮るか）[5]

※東京では花野じゅりあ休演に伴い春花きららが代役を務める。（10月31日13時30分公演～）